# Європейська премія Латсіса
Європейська премія Латсіса (англ. European Latsis Prize) — наукова нагорода, яка присуджується щорічно Європейським науковим фондом «за видатний новаторський внесок в обраній галузі європейських досліджень». Нагорода становить 100 000 швейцарських франків і присуджується щороку в різних галузях. Премію було започатковано 1999 року Фондом Латсіса.

## Лауреати
| Рік  | Ім'я                    | Галузь                                                        | Країна                     |
| 1998 | Pierre A. Stadelmann    | Електронна мікроскопія                                        | Швейцарія                  |
| 1999 | Jürgen Baumert          | Дослідження та/або інновації в освіті                         | Німеччина                  |
| 2000 | Кеннет Холмс            | Молекулярна структура                                         | Німеччина/ Велика Британія |
| 2001 | Андре Бержер            | Дослідження клімату                                           | Бельгія                    |
| 2002 | Annette Karmiloff-Smith | Когнітивні науки                                              | Велика Британія            |
| 2003 | Колін Ренфрю            | Археологія                                                    | Велика Британія            |
| 2004 | Amos Bairoch            | Біоінформатика                                                | Швейцарія                  |
| 2005 | Донал Бредлі            | Нанотехнології                                                | Велика Британія            |
| 2006 | Rainer Bauböck          | Імміграції та соціальні згуртованості в сучасному суспільстві | Австрія                    |
| 2007 | Willi Kalender          | Медична візуалізація                                          | Німеччина                  |
| 2008 | Саймон Вайт             | Астрофізика                                                   | Німеччина/ Велика Британія |
| 2009 | Ута Фріт Кріс Фріт      | Людський мозок — людський розуму                              | Велика Британія            |
| 2010 | Ilkka Hanski            | Біорізноманіття                                               | Фінляндія                  |
| 2011 | James Vaupel            | Демографія                                                    | Німеччина                  |
| 2012 | Uffe Haagerup           | Математика                                                    | Данія                      |